# Quintus Orfitasius Aufidius Umber
Quintus Orfitasius Aufidius Umber (bzw. Umbrus) war ein im 1. und 2. Jahrhundert n. Chr. lebender römischer Politiker.
Durch eine Inschrift, die in der Nähe von Şarkikaraağaç auf dem Gebiet der ehemaligen römischen Provinz Galatia et Cappadocia gefunden wurde und die auf 101/102 datiert ist sowie durch Münzen, die aus Neokaisareia, dem heutigen Niksar, stammen, ist belegt, dass Umber Statthalter (Legatus Augusti pro praetore) dieser Provinz war; er amtierte von 100/101 bis vermutlich 103/104 in der Provinz. Da die Position des Statthalters in der Provinz Galatia et Cappadocia von konsularem Rang war, hatte er zuvor ein Suffektkonsulat erreicht.
Aufgrund seines Gentilnamens Orfitasius, der von dem etruskischen Namen Orfitus abgeleitet ist, ist von einer etruskischen Abstammung auszugehen, obwohl die Sippe (gens) Aufidia aus Pisaurum stammte. Sein Cognomen war wahrscheinlich Umber (ΟΥΜΒΕΡΟΣ), wie es auf den Münzen in griechischer Sprache angegeben ist, während es sich bei Umbrus in der Inschrift um einen Schreibfehler handeln könnte.
Durch die Inschrift wird die Errichtung einer Raststation mit Kolonnaden (tabernam cum porticibus) an einer Militärstraße dokumentiert, die von Umber als Statthalter veranlasst wurde.